# Goldruten-Blütenspanner

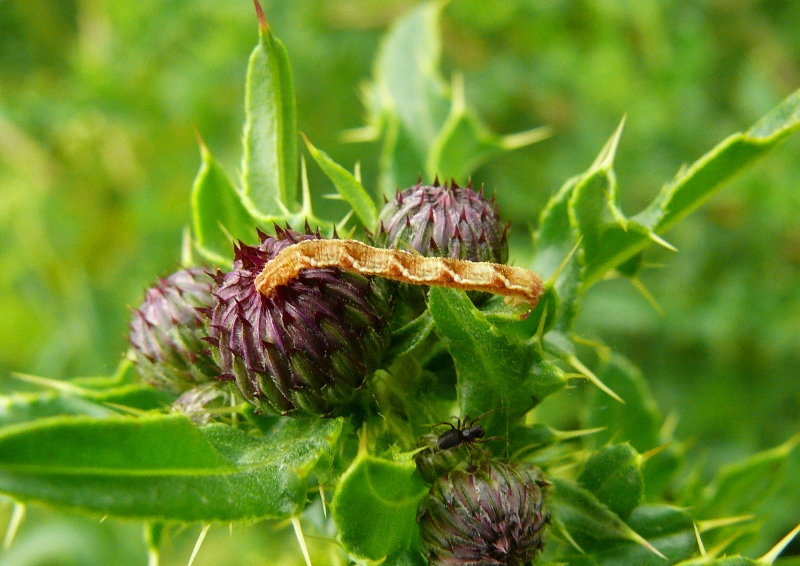
Gelbbraune Raupe des Goldruten-Blütenspanners

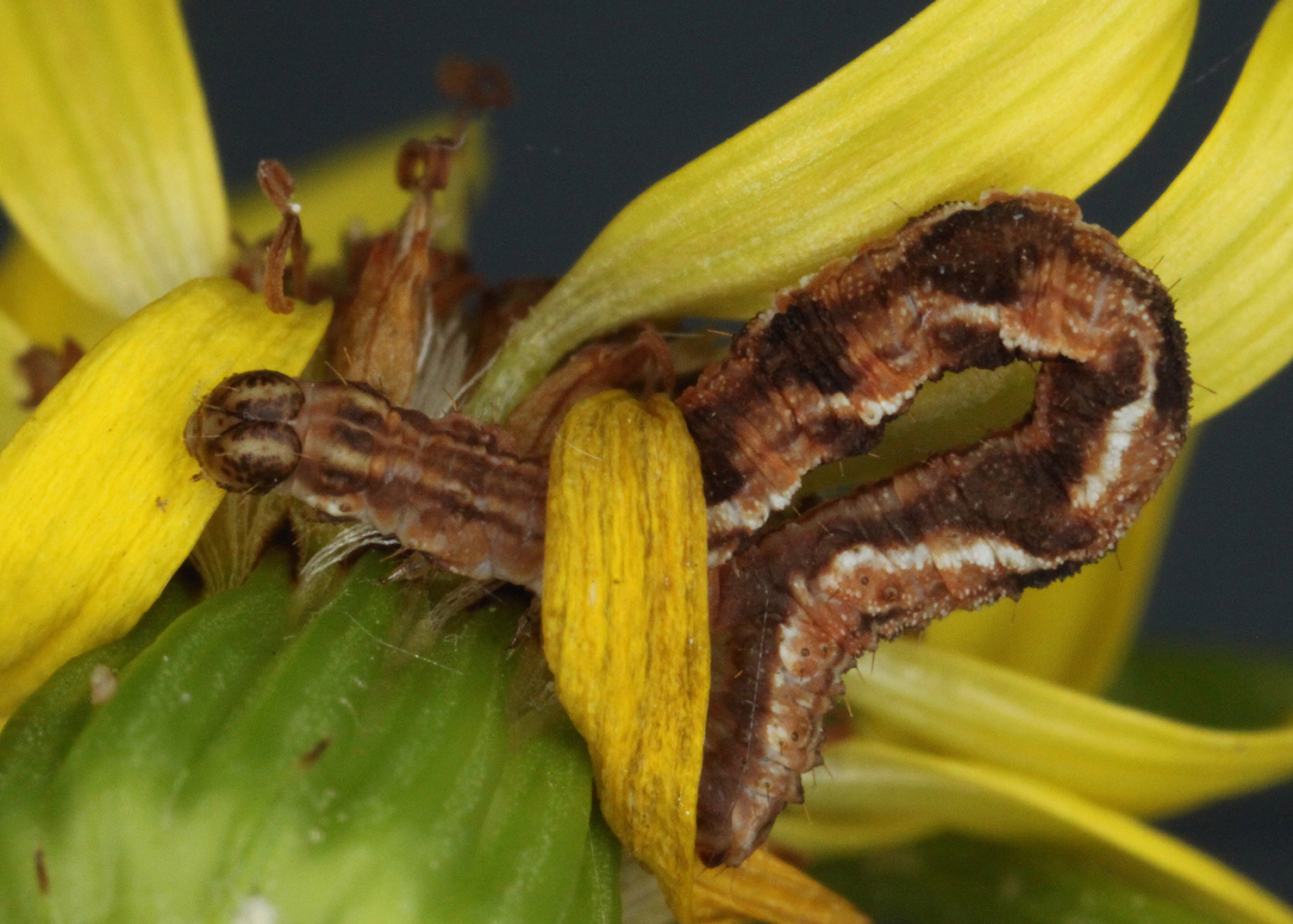
Dunkelbraune Raupe des Goldruten-Blütenspanners

Der Goldruten-Blütenspanner (Eupithecia virgaureata) ist ein Schmetterling (Nachtfalter) aus der Familie der Spanner (Geometridae).

## Merkmale

### Falter
Der Goldruten-Blütenspanner ist eine unauffällige, aber recht häufig auftretende Spannerart. Im abgeflogenen Zustand kann die Art mit einer Reihe ähnlicher Arten leicht verwechselt werden. Eine Bestimmungshilfe kann die längere Fühlerbewimperung des Männchens sein.

### Raupe
Die schlanke Raupe ist gelblich, bräunlich oder grünlich gefärbt und besitzt eine rotbraune oder dunkelgrüne Winkelzeichnung sowie gleichfarbige Seitenflecke.

## Flugzeit
Der Goldruten-Blütenspanner bildet pro Jahr zwei deutlich getrennte Generationen aus. Diese fliegen von Anfang April bis Ende Juni und von Mitte Juli bis Anfang September.

## Lebensraum
Wegen der unterschiedlichen Lebensweise der beiden Generationen ist der Goldruten-Blütenspanner auf verschiedene Lebensraumstrukturen angewiesen. Die Raupen ernähren sich polyphag und nutzen dabei trockene, teilweise ruderale Standorte aber auch feuchte Stellen an den Randbereichen von Auen- und Bruchwäldern. Eine wichtige Rolle spielt das Vorhandensein von Greiskraut- und Goldrutenarten. Der Goldruten-Blütenspanner besiedelt auch Calluna-Heiden. Für die Raupen der ersten Generation sind Gebüsche und Hecken von großer Bedeutung. Die Art ist wenig spezialisiert und bereits bis in Gärten vorgedrungen. Sie ist daher ein Kulturfolger, der unter anderem von der schnellen Ausbreitung der Kanadischen Goldrute (Solidago canadensis) und der Riesen-Goldrute (Solidago gigantea) profitiert.

## Lebensweise
Die Raupen zeigen je nach Generation ein unterschiedliches Verhalten. Die Raupen der ersten Generation ernähren sich vorwiegend von Blättern von Laubgehölzen, während die zweite Generation vorwiegend an den Blüten von Solidago- und Senecio-Arten zu finden sind.
Zu den Raupenfutterpflanzen gehören:
- Taglichtnelke (Silene dioicam)
- Echte Waldrebe (Clematis vitalba)
- Eingriffeliger Weißdorn (Crataegus monogyna)
- Purgier-Kreuzdorn (Rhamnus cathartica)
- Kleine Bibernelle (Pimpinella saxifraga)
- Pastinak (Pastinaca sativa)
- Wiesenkerbel (Anthriscus sylvestris)
- Wald-Engelwurz (Angelica sylvestris)
- Wiesen-Bärenklau (Heracleum sphondylium)
- Besenheide (Calluna vulgaris)
- Rainfarn-Phazelie (Phacelia tanacetifolia)
- Wasserdost (Eupatorium cannabinum)
- Gewöhnliche Goldrute (Solidago virgaurea)
- Riesen-Goldrute (Solidago gigantea)
- Kanadische Goldrute (Solidago canadensis)
- Fuchssches Greiskraut (Senecio fuchsii)
- Jakobs-Greiskraut (Senecio jacobaea)
- Raukenblättriges Greiskraut (Senecio erucifolius)
- Feinstrahl (Erigeron annuus)
- Gemeine Schafgarbe (Achillea millefolium)
- Beifuß (Artemisia vulgaris)
- Sumpfkratzdistel (Cirsium palustre)
- Gewöhnliches Bitterkraut (Picris hieracioides)

Die bräunliche bis schwarze Färbung der Raupen ähnelt der von verdorrten Pflanzenteilen und dient der Tarnung. Die Falter sind dämmerungs- und nachtaktiv.

## Verbreitung
Die Art ist von der Iberischen Halbinsel über West- und Mitteleuropa einschließlich der Britischen Inseln in der gemäßigten Zone bis nach Japan verbreitet. Der Goldruten-Blütenspanner ist in Lappland die häufigste Art der Gattung. Die südliche Arealgrenze verläuft durch den nördlichen Mittelmeerraum.